# Pierre Cambronne
Vikomt Pierre Jacques Étienne Cambronne (26. prosince 1770 – 29. ledna 1842) byl francouzský napoleonský generál, proslulý svým jednáním v bitvě u Waterloo.

## Biografie
Narodil se v Nantes, v roce 1792 narukoval jako dobrovolník ke granátníkům, bojoval v mnoha bitvách. Při druhé bitvě u Curychu (září 1799) byl ustanoven do funkce velitele roty. V bitvě u Jeny byl povýšen na plukovníka, v roce 1810 získal titul barona. Zúčastnil se tažení do Španělska, Ruska, bitev u Budyšína, Drážďan, Lipska. Byl povýšen na generála, stal se majorem císařské gardy. Doprovázel Napoleona na Elbu, kde byl velitelem vojska. V roce 1815 byl při příležitosti dobytí Paříže povýšen na hraběte.

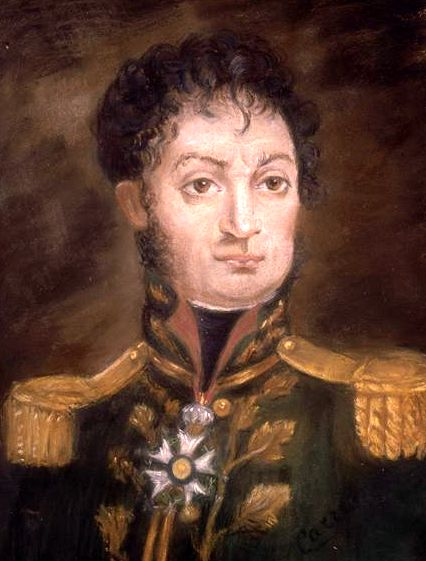
Pierre Cambronne na portrétu z roku 1815

Proslulost si získal v bitvě u Waterloo, kde velel 1. pluku pěších myslivců Napoleonovy císařské gardy. Jeho jednotky byly obklíčeny Brity, ale když jej generál Charles Colville vyzval, aby se vzdal, odpověděl údajně: „La Garde meurt mais ne se rend pas“ („Garda umírá, ale nevzdává se“) a rozkázal svým vojákům, aby zaútočili. Tato slova byla později napsána na jeho sochu a stala se proslulými, sám Cambronne je ale vždy popíral. Podle rozšířenější, ale historicky diskutované verze byla jeho odpověď mnohem prostší: „Merde!“ (Hovno!) Obě varianty jsou často citovány, mj. v Hugově románu Bídníci, kde jeho „merde“ označil autor za „nejkrásnější slovo, jaké kdy Francouz řekl“.
Cambronne si tímto činem získal proslulost. Jeho jméno bylo užíváno jako eufemismus, místo vulgárního „merde“ se říkalo „mot de Cambronne“ (Cambronnovo slovo), je známo i sloveso cambronniser ve významu „říkat ,merde‘“.
Cambronne byl v bitvě u Waterloo zajat a roajalistickým režimem souzen za zradu, ale v roce 1816 byl zproštěn obžaloby. Vrátil se do Nantes, oženil se se svou skotskou ošetřovatelkou Mary Osburnovou. V roce 1820 byl povýšen na brigadýra a získal titul vikomta, v letech 1820-1823 byl vojenským velitelem města Lille, poté odešel z vojenské služby. V Paříži je po něm pojmenováno náměstí Place Cambronne, v Nantes se nachází jeho socha.

## Fotogalerie

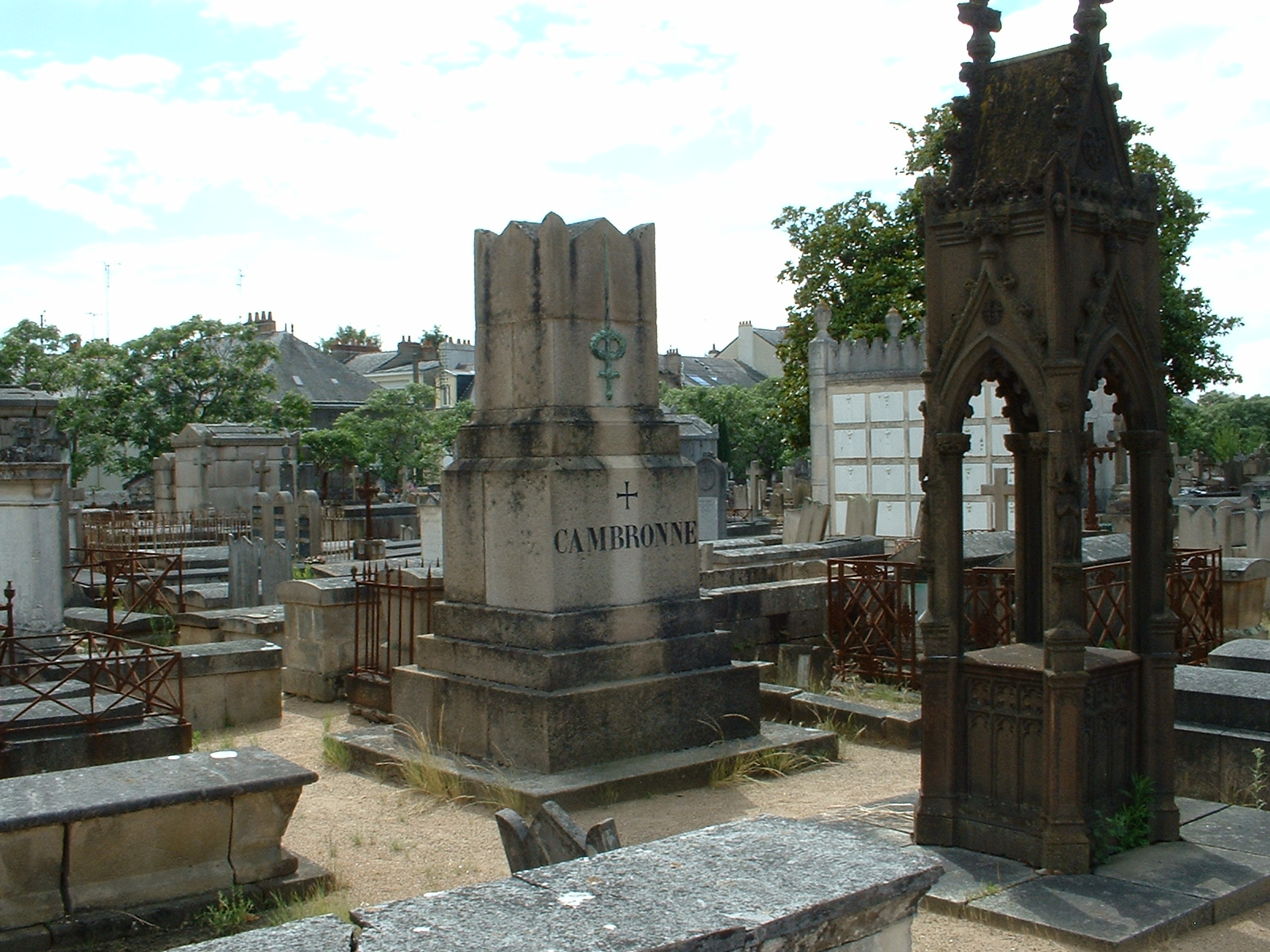
Jeho hrob v Nantes ('Cimetière Miséricorde')
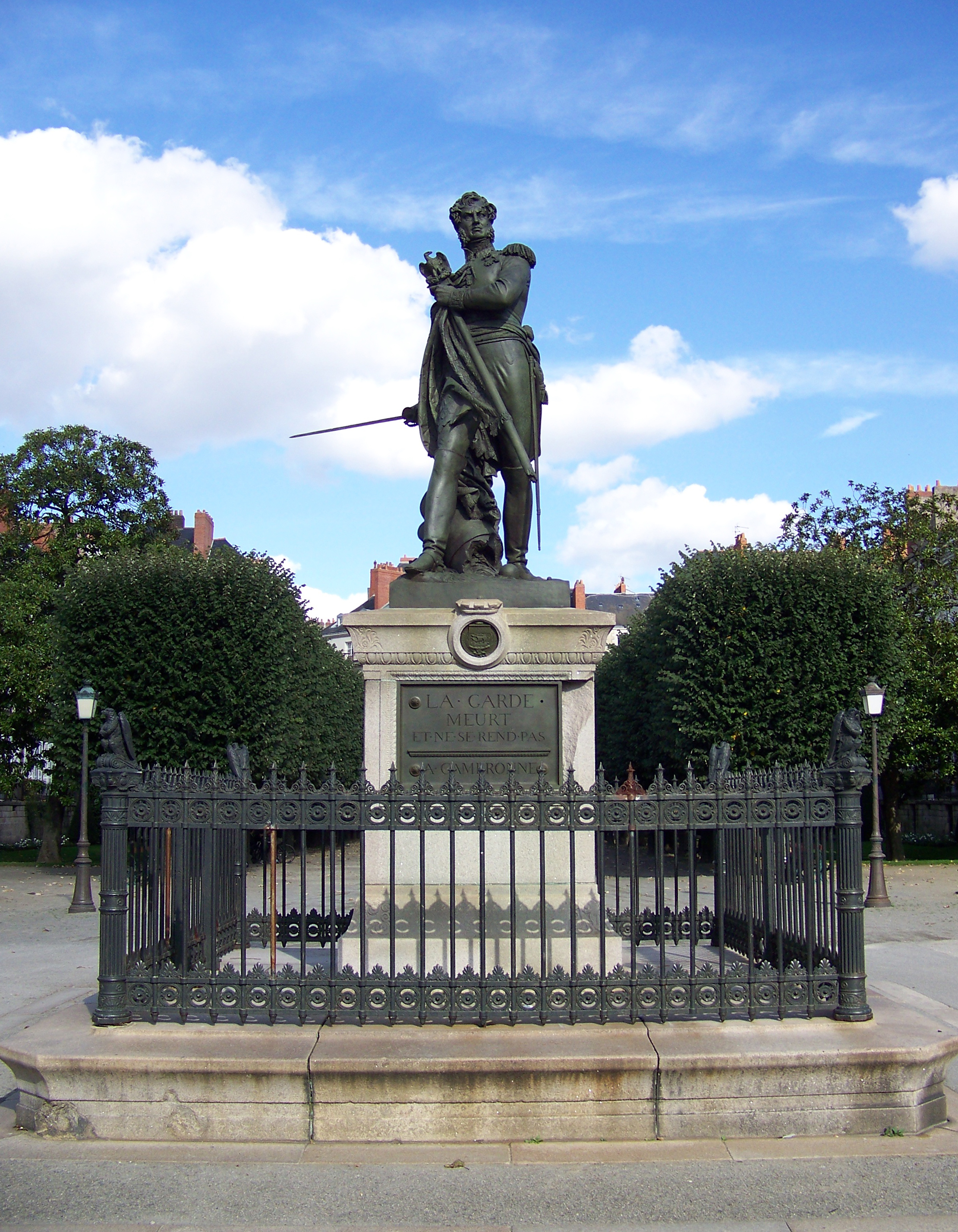
Jeho socha v Nantes
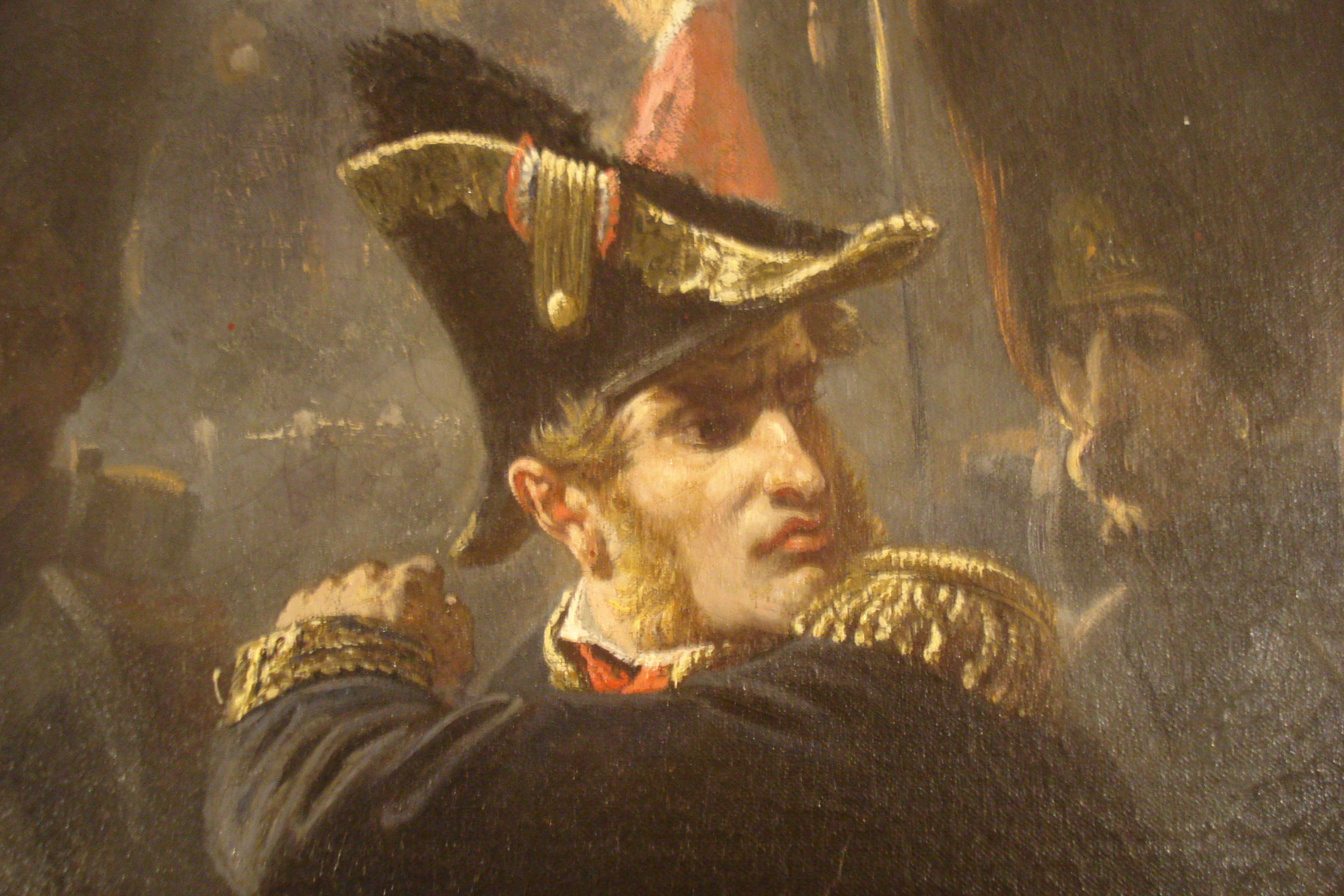
Obraz "Cambronne à Waterloo" (Charles-Édouard Armand-Dumaresq)